# Lammie (schip, 1935)
De Lammie is een viskotter die in de publiciteit kwam als smokkelschip HD160 Lammie, na een spectaculaire achtervolging door de Koninklijke Marine op de Noordzee en die daarbij door de opvarenden zelf tot zinken werd gebracht. Het schip was volgestouwd met hasjiesj en hasjiesjolie. Het was het begin van de grootschalige politieacties tegen de drugshandel. Het is ook de eerste keer dat gebruik gemaakt werd van een nieuwe opsporingstechniek, waarmee de politie telefoons kon afluisteren. De hele operatie was de aanloop naar de oprichting van de Kustwacht.

## Geschiedenis
De Amsterdamse crimineel Simon Frederik Adriaanse, alias Frits van de Wereld, had als pandjesbaas op de Amsterdamse wallen ervaring met het mislukken van hasjiesj transporten vanuit Libanon. Hij dacht het met een eigen schip beter te kunnen en kocht met een aantal anderen een kotter, de HD160 Lammie van de schipper Dorus Pompert. Lammie, naar de voornaam van de dochter van de vorige eigenaar van het schip: Lamberta. De financiers van het transport beloofden dat hij het terug mocht kopen na het slagen van de expeditie. 
Marechaussee Arie Dekker in Den Helder werd getipt dat er iets aan de hand was met een viskotter in de haven. Hij had al informatie van de politie Amsterdam gekregen over een op handen zijnd transport. Door het schip samen met een andere rechercheur te observeren zagen ze dat er vlak voor dat de Lammie vertrok in het schip compartimenten werden getimmerd om drugs te kunnen verstoppen en grote olievaten aan boord werden geleverd. Er werden door de overheidsinstanties draaiboeken opgesteld, waarmee ze de operatie minutieus in het geheim volgden en voorbereidden. Die werden wekelijks aangepast tijdens gezamenlijke vergaderingen in Rotterdam, allemaal nog voor de Lammie op pad ging. Er waren meer dan honderd mensen bij de operatie betrokken.
De Lammie voer in maart 1974 onder gezag van Dorus via het Kanaal, de Golf van Biskaje, langs Gibraltar dwars de Middellandse Zee over naar Libanon en liep met windkracht 11 de haven van Rhodos binnen. Het was beschadigd en werd daar opgelapt. In maart 1974 wisten ze uiteindelijk een kleine haven in Libanon te bereiken, waar de lading met muilezels werd aangevoerd.  Zestig pakken met 3500 kilo rode libanon en 40 liter hasjiesjolie. 
Bij Calais kwam de Lammie weer in beeld en werd het schip weer door de Nederlandse instanties gevolgd. Op zondagochtend 21 april 1974 voer Hr.Ms. Wolf zuidwaarts om het schip ergens op te pikken. De kotter werd op de radar gevonden en op gepaste afstand gevolgd. Douaneboot Zeearend koos ook zee en er zat een groep mensen in de duinen. De radar zag een rubberboot die naar het strand van Callantsoog bleek te gaan. Ook bleken bestelwagens in de buurt te staan wachten. De helft van de lading hasjies (2000 kilo) werd naar de auto’s gebracht. Frits van de Wereld stopte twee zakken in zijn auto en werd uiteindelijk op heterdaad betrapt toen hij de drugs wilde afleveren bij een klant in Brabant. De politie hield de bestuurders van de bestelwagens aan. 
De Lammie voer door. Via de marifoon werd de schipper vlak voor de kust bij Den Helder verzocht te stoppen, maar er volgt geen enkele reactie. Hr.Ms. Wolf gaf een schot voor de boeg, wat ruim voor de Lammie terecht kwam. Ook dit maakte geen indruk. De Wolf tikte de kotter aan en schoot een traangasgranaat in het stuurhuis. De bemanning liet blijken zich niet over te willen geven. Waarschijnlijk is het roer toen vastgezet en zijn ze naar het vooronder gegaan.
Met een schot door de machinekamer is de diesel gestopt. De bemanning heeft gekeken of ze de diesel weer aan de praat konden krijgen, maar dat is niet gelukt. Daarop hebben ze drie koelwaterkranen opengezet. De Lammie verdween zo’n zestig kilometer uit de kust van Den Helder in de golven. De opvarenden roeiden naar de Zeearend en werden daarna aangehouden. Daar zeiden ze dat ze daar aan het zeevissen waren. Maar de douane bleek goed op de hoogte zijn en de drie aangehouden bemanningslieden vertelden alsnog dat er ongeveer nog twee duizend kilo hasjies aan boord moest zitten.
De vrees dat geoefende duikers naar de boot op een diepte van zo’n veertig meter toe zouden gaan was groot en de officier van Justitie besloot de Lammie snel te laten lichten. Een aantal dagen later werd de Lammie in de takels van het bergingsschip Bever van Smit Tak de haven van Den Helder binnen gesleept. De lading werd uit het ruim gehaald en bleek te bestaan uit 1600 kilo hasjies en 27 warmwaterkruiken met totaal 40 liter hasjiesolie. Een liter olie levert 1000 joints op. Totale straatwaarde van dit transport was in 1974 25 miljoen gulden. In totaal heeft de Nederlandse justitie hiermee 3200 kilo hasjies achterhaald. Vermoedelijk is bij het uitladen van hasjies voor de kust van Caliantsoog 100 kilo hasjies aan de aandacht van de justitie ontsnapt, zo is na afloop van de bergingsoperatie meegedeeld.
De hasjies en de hasjolie werden verbrand in ovens van de reinigingsdienst in Alkmaar.
In 1978 werd de Lammie verkocht aan een rederij in Langedijk en werd verbouwd tot zeilend charterschip. Het maakte onder de naam Marit rondreizen over de Middellandse Zee. 
Het schip werd vaker gebruikt voor drugssmokkel, op 14 november 1980 werd het in Rotterdam aangehouden met aan boord 1200 kg hasjies.
In 1983 kocht Carl Edens het schip. Het was inmiddels omgebouwd en van twee masten met zeilen voorzien. Er was ruimte voor 12 personen. Hij charterde er mee op de Oostzee en later vooral op de Waddenzee en het IJsselmeer.
De huidige eigenaren hebben het schip weer de naam Lammie gegeven. Nu ligt de oude opgeknapte kotter inmiddels alweer een paar jaar op een vaste plek in de Rotterdamse Veerhaven. Het fungeert daar als hotelboot. “Sinds die naam op de kont staat vragen regelmatig mensen of het de echte Lammie is. Het verhaal leeft nog steeds, onvoorstelbaar.”

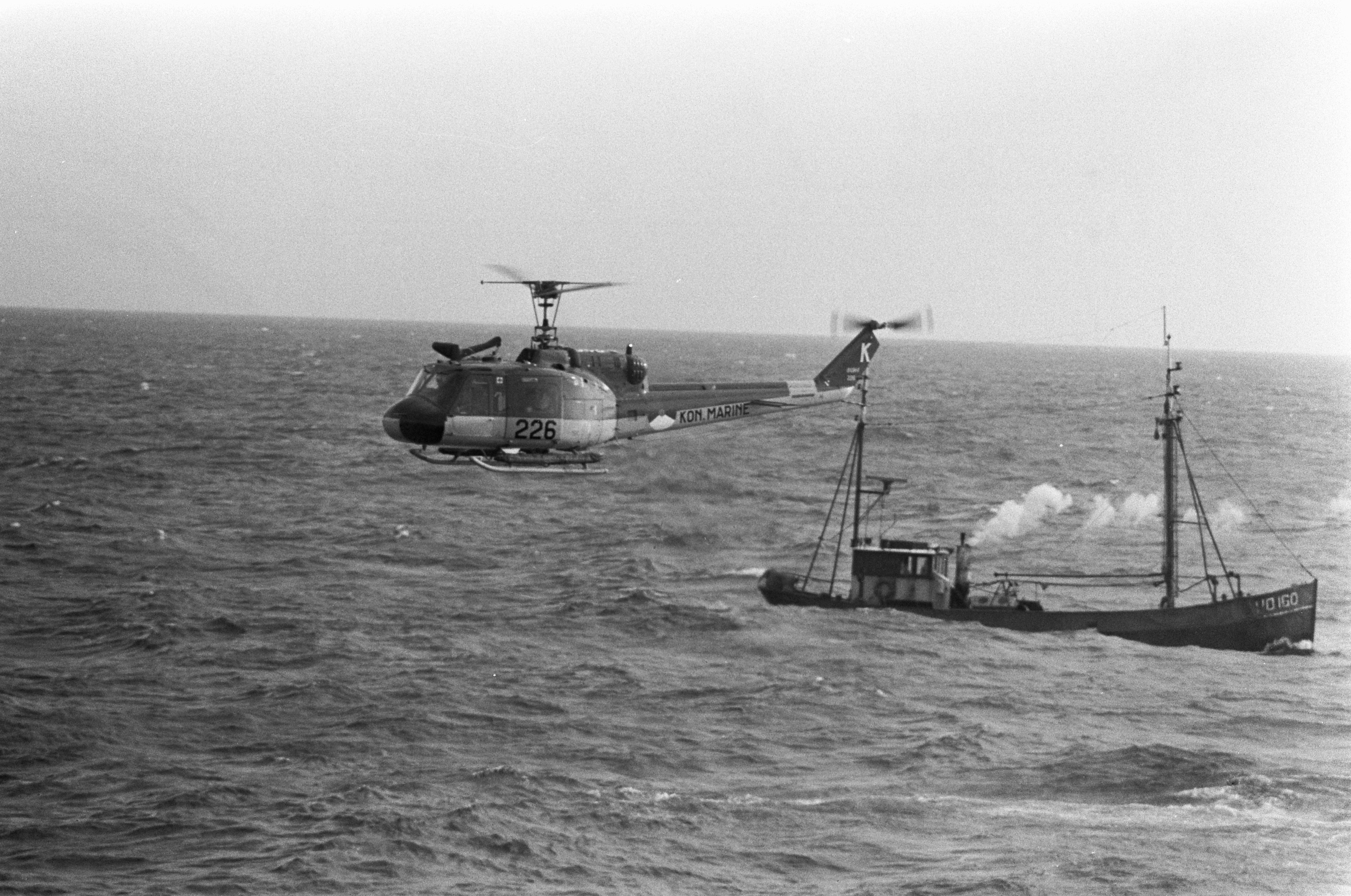
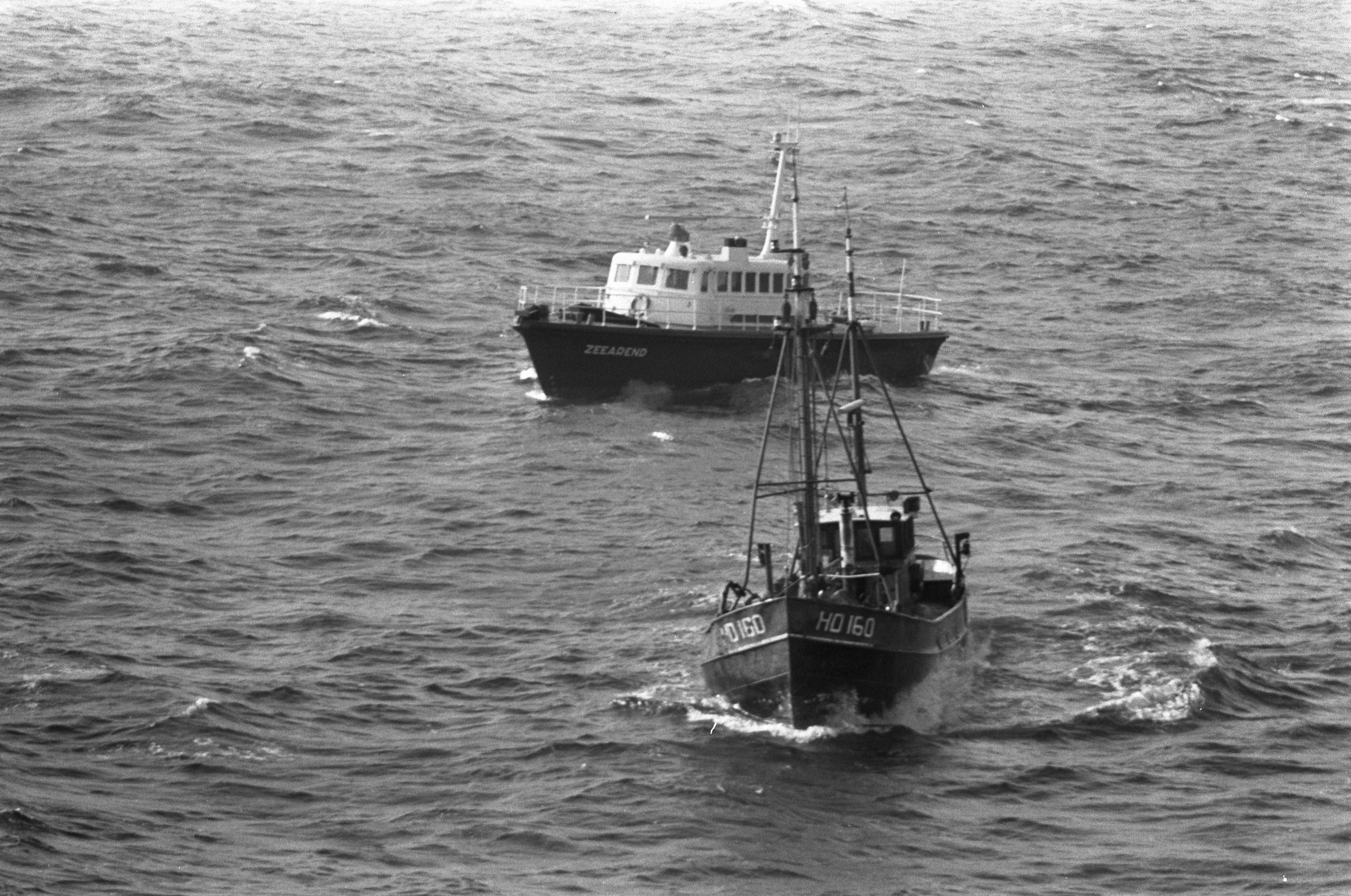
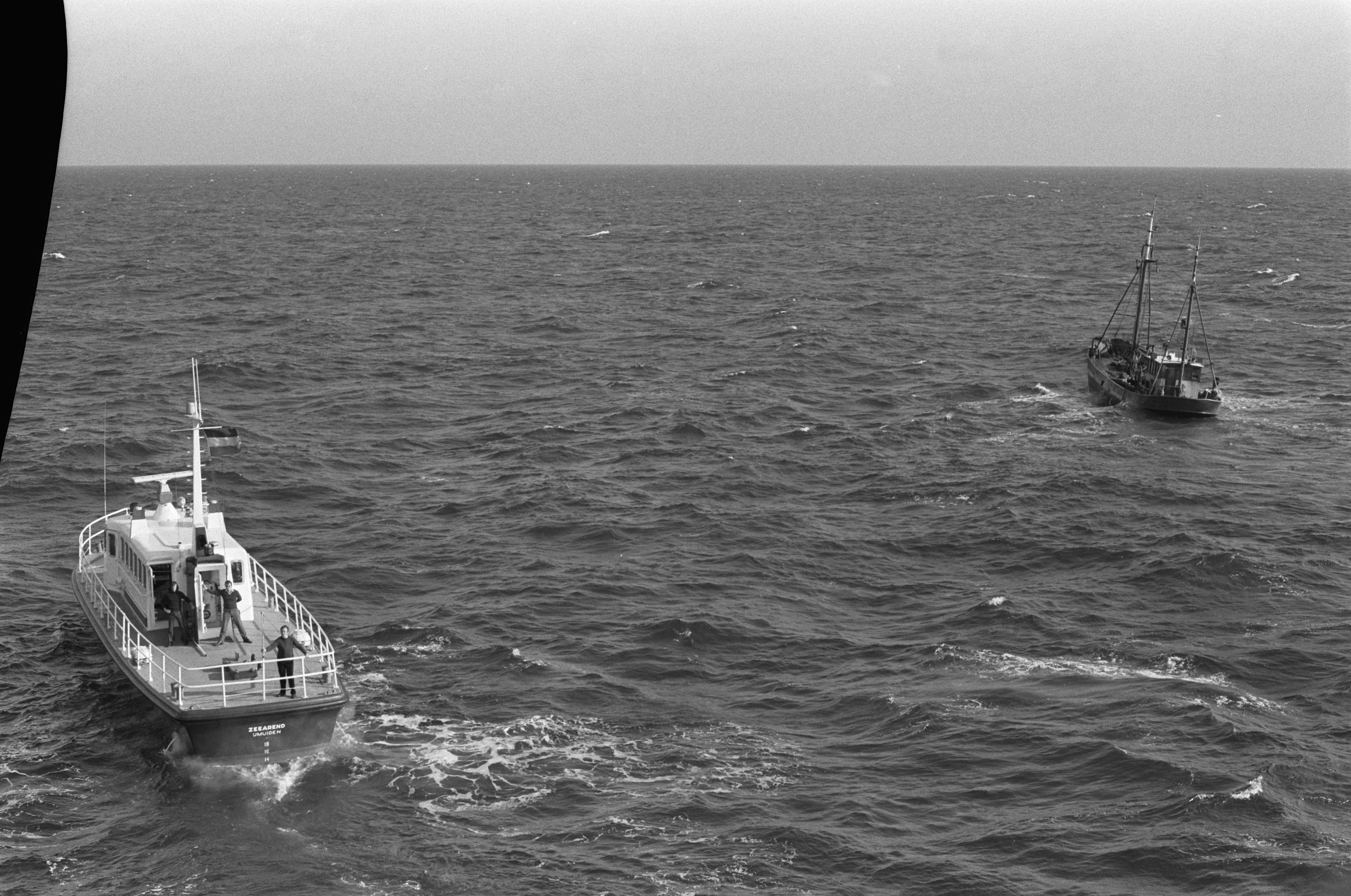